# Cryptolabis (Cryptolabis) phallostena
Cryptolabis (Cryptolabis) phallostena is een tweevleugelige uit de familie steltmuggen (Limoniidae). De soort komt voor in het Neotropisch gebied.